# Gynothemis venipunctata
Gynothemis venipunctata is een libellensoort uit de familie van de korenbouten (Libellulidae), onderorde echte libellen (Anisoptera).
De wetenschappelijke naam Gynothemis venipunctata is voor het eerst geldig gepubliceerd in 1909 door Calvert.